# Долгово (Марковский сельсовет, Вологодский район)
Долгово — деревня в Вологодском районе Вологодской области.
Входит в состав Марковского сельского поселения, с точки зрения административно-территориального деления — в Марковский сельсовет.
Расстояние по автодороге до районного центра Вологды — 30 км, до центра муниципального образования Васильевского — 8 км. Ближайшие населённые пункты — Глушица, Рогачёво, Ивановка.
По переписи 2002 года население — 6 человек.